# 怪盜孤挺花
《怪盜孤挺花》（日语：怪盗アマリリス）是日本漫畫家和田慎二的漫畫作品。原為怪盜漫畫，但中間穿插主角邁向偶像名星的演藝過程，後期再把劇情拉回怪盜漫畫。

## 主要登場人物
以下使用白泉社授權大然的台灣中文版的人物名稱

### 主要人物
椎崎奈奈/怪盜「孤挺花」
主角。女高中生「椎崎奈奈」與怪盜「孤挺花」的雙重身份。
怪盜時的匿名，源自孤挺花。
椎崎雪乃/怪盗「白水仙」
椎崎奈奈的母親。曾經是怪盗「白水仙」。
怪盜時的匿名，源自白水仙。
思嘉（日文原名）
住在椎崎家的料理高手
森村海君（日文原名「森村　海」）
男高中生，原住在學校宿舍中，後與其叔叔同住，而搬到椎崎家的隔壁。
森村警官（日文原名「転　兵輔」）
森村海君的叔叔，警察
各神遼一郎
各神財團的老闆，旗下員工3000人。因其父的遺言，而成為椎崎奈奈的未婚夫。

### 皆星女子高等學校
悦子
椎崎奈奈的同班同學，兼好友
香坂曜子（日文原名「耀子」）
椎崎奈奈的同班同學，兼好友。學生宿舍的舍監候補人選。

## 劇中劇
- 超少女明日香（日语：超少女明日香）